# Strange Darling
Strange Darling è un film del 2023 scritto e diretto da JT Mollner e interpretato da Willa Fitzgerald, Kyle Gallner, Barbara Hershey e Ed Begley Jr. Ambientato in un'isolata area rurale dell'Oregon, il film è incentrato sull'incontro tra un uomo e una donna che da un'occasionale relazione di una notte si evolve in un gioco omicida del gatto col topo. La storia è composta da sei capitoli presentati in ordine non lineare e si dichiara ispirata alle gesta di un fantomatico serial killer attivo tra il 2018 e il 2020  negli Stati Uniti occidentali.
La pellicola è stata girata in Oregon nel 2022 su pellicola da 35 mm da Giovanni Ribisi, al suo debutto come direttore della fotografia.

## Trama
Il film inizia in una remota località dell'Oregon con una ragazza terrorizzata in fuga. È inseguita da un uomo che ha intenzione di ucciderla. La determinazione dell'uomo nel cercare di uccidere la ragazza fa supporre che si tratti di uno psicopatico che insegue la sua vittima. I due sono in realtà una misteriosa figura femminile, la "Lady" e un uomo solitario, il "Demone" e si sono incontrati in un motel per una notte di gioco sadomachista sotto gli effetti della droga. Il colpo di scena emerge presto: la ragazza è in realtà una feroce serial killer nota come “Electric Lady”, mentre il Demone si rivela essere un poliziotto. Ne scaturisce un brutale inseguimento fatale tra motel, strade di campagna e una fattoria, ricco di omicidi violenti e manipolazioni psicologiche. Nel finale, carico di tensione e sangue, il meccanismo cat-and-mouse si conclude con la morte della protagonista, fermata solo da una passante estranea.
La struttura narrativa è volutamente non lineare, frammentata in sei capitoli più un epilogo. L'ordine dei capitoli, come mostrato nel film, è: Capitolo 3, 5, 1, 4, 2, 6.

### Chapter 3: "Can You Help Me? Please?"
Una strada di campagna, due auto sfrecciano: un'auto rossa con al volante una donna bionda (la Lady) è inseguita da un pickup guidato da un uomo (il Demone). Lui spara col fucile alla sua auto, la fa schiantare e lei fugge nella foresta. Dopo essersi nascosta tra gli alberi, trova una fattoria abitata da Frederick e Genevieve, una coppia di hippie “prepper”, e bussa chiedendo aiuto, ferita e terrorizzata.

### Chapter 5: "Here, Kitty, Kitty ..."
Siamo ancora nella fattoria: il Demone irrompe all’interno, cercando la Lady e chiamandola beffardamente “micio, micio”. Spara ad ogni cosa che pensa possa essere il suo nascondiglio, tenta di stanarla. Alla fine la individua nel congelatore e le spara dall'esterno, ferendola a un braccio. Lei urla e il capitolo si chiude.

### Chapter 1: "Mister Snuffle"
La Lady e il Demone si trovano su un pickup all'esterno di un motel, flirtano e iniziano a concordare regole per un gioco sadomasochista che continuerà nella camera del motel: lui finge di essere un serial killer e lei la vittima. Durante il ruolo, lei con un parola precedentemente concordata ("Mister Snuffle") arresta il gioco, diventato apparentemente pericoloso, ed esprime timori reali sulla violenza casuale. Lui la rassicura di non essere un assassino.

### Chapter 4: "The Mountain People"
Fuggita nella foresta, la Lady bussa alla porta di una coppia di anziani hippie (Frederick e Genevieve). Frederick cerca di chiamare i soccorsi, ma la Lady lo uccide. Rifugiatasi nella casa, si nasconde in un grosso congelatore spento,  mentre il Demone arriva sul posto.

### Chapter 2: "Do You Like to Party?"
Si torna al motel: dopo ore di gioco, la Lady convince il Demone a sniffare cocaina “truccata” con ketamina. L'uomo resta temporaneamente paralizzazo e lei gli incide “E.L.” sul suo petto – rivelando di essere la serial killer soprannominata “Electric Lady”. La Lady scopre che lui è un poliziotto ma nel momento in cui sta per tagliargli la gola, lui la ferisce, sparandole all’orecchio e lei scappa.

### Chapter 6: "Who's Gary Gilmore?"
Il Demone la incatena e chiama rinforzi. Lei racconta di aver sperato di morire come lo spietato Gary Gilmore. Approfittando di un momento di distrazione dell'uomo lei usa spray al pepe e lo morde alla carotide uccidendolo. Quando arrivano altri agenti, finge di essere la vittima, manipola la scena e si fa soccorrere.

### Epilogue: "The Electric Lady"
Una volta nell'auto della polizia, gli agenti non si aspettano di essere aggrediti da una apparente vittima e la Lady riesce a impossessarsi delle loro armi. Ne fa scendere uno tenendo sotto tiro l'altro e quando quest'ultimo le chiede perché uccida, lei risponde che vede “demoni” al posto delle persone, poi lo uccide. Rimasta a piedi si fa caricare da una signora di passaggio che la soccorre. Una volta in auto la Lady estrae la pistola ma anche la donna è armata e spara per prima. La Lady muore mentre l’autista guida per andare alla polizia.

## Distribuzione
È stato presentato nel 2023 al Fantastic Fest ad Austin, Texas, ed è stato distribuito nelle sale cinematografiche statunitensi in edizione limitata il 23 agosto 2024 da Magenta Light Studios. In Italia è uscito nelle sale cinematografiche il 13 febbraio 2025, distribuito dalla spagnola Vértice 360, ed in streaming sulla piattaforma Prime Video da giugno 2025.

## Accoglienza

### Incassi
Al 18 gennaio 2025, il film ha incassato 4,9 milioni di dollari in tutto il mondo. Negli Stati Uniti e in Canada, ha incassato 1,1 milioni di dollari in 1.135 sale nel weekend di apertura. In Italia ha incassato 195mila euro.

### Critica
Il film è stato accolto positivamente dalla critica. Sull'aggregatore di recensioni Rotten Tomatoes ha un indice di gradimento del 96% basato su 157 recensioni, con un voto medio di 8,1 su 10.

## Riconoscimenti
- 2025 - Saturn Award[5]
  - Saturn Award per il miglior film thriller